# Coriaria kweichovensis
Coriaria kweichovensis là một loài thực vật có hoa trong họ Coriariaceae. Loài này được Hu mô tả khoa học đầu tiên năm 1936.